# Kyōko Sasage
Kyōko Sasage (jap. 捧 匡子, Sasage Kyōko; * 13. August 1969 in der Präfektur Saitama)  ist eine ehemalige Badmintonspielerin aus Japan.

## Werdegang
Sasage machte international das erste Mal auf sich aufmerksam, als sie sich im Damendoppel mit Tomomi Matsuo für die Olympischen Sommerspiele 1992 qualifizieren konnte. In der ersten Runde gewannen beide bei Olympia gegen die Bulgarinnen Diana Filipova und Diana Koleva mit 2:0 Sätzen. In der folgenden Runde unterlagen die Japanerinnen jedoch Finarsih und Lili Tampi ebenso deutlich in zwei Sätzen, so dass am Ende Platz 9 zu Buche schlug.
Zwei Jahre später erkämpfte sich das Damendoppel bei den Asienspielen im Badminton mit Bronze die einzige Medaille bei Großveranstaltungen.
National siegten Matsuo und Sasage 1991 im Damendoppel.